# Aleister Crowley
Aleister Crowley (nascido Edward Alexander Crowley; Royal Leamington Spa, 12 de outubro de 1875 — Hastings, 1 de dezembro de 1947), foi um membro da Ordem Hermética da Aurora Dourada e influente ocultista britânico, responsável pela fundação de uma doutrina (ou filosofia, dependendo do ponto de vista) que batizou de Thelema. Ele foi o co-fundador da A∴A∴ e, mais tarde, um líder da O.T.O. Atualmente, é mais conhecido como autor de obras sobre magia e misticismo, dentre eles o Livro da Lei, que tornou-se a escritura sagrada principal dos thelemistas, e doutros tratados sobre diversos assuntos esotéricos como a cabala e o tarô.
Crowley também era poeta, mago, escritor, hedonista, e crítico social. Em muitas de suas façanhas, buscava "ir contra os valores morais e religiosos do seu tempo", defendendo a liberdade individual e espiritual baseada no principal lema thelêmico: "Faze o que tu queres, há de ser tudo da Lei". Por isso, ganhou imensa notoriedade em vida, e foi tachado pela imprensa britânica como "The wickedest man in the world" (algo como "O homem mais ímpio do mundo"). Além das atividades esotéricas, era também um premiado enxadrista, alpinista, poeta, dramaturgo, artista e novelista.
Em 2001, uma enquete da BBC descrevia Crowley como sendo o septuagésimo terceiro maior britânico de todos os tempos, por influenciar e ser referenciado por numerosos escritores, músicos e cineastas, incluindo Jimmy Page, Alan Moore, Bruce Dickinson, Raul Seixas, Marilyn Manson, John Lennon, Kenneth Anger, David Bowie, Fernando Pessoa, Lana Del Rey e Ozzy Osbourne. Ele também foi citado como influência principal de muitos grupos e indivíduos influentes do esoterismo ocidental da posteridade, incluindo vultos como Kenneth Grant e Gerald Gardner.

## Biografia

### Primeiros anos, 1875-1894
Edward Alexander Crowley nasceu na Rua Clarendon Square, n. 30, em Royal Leamington Spa, no condado de Warwickshire, Inglaterra, entre as 11h00 da noite e meia-noite do dia 12 de outubro de 1875. Seu pai Edward Crowley era engenheiro de formação mas segundo Crowley nunca trabalhou como um, pois era um abastado dono de uma cervejaria, que o permitiu se aposentar antes mesmo que Crowley nascesse. Através da cervejaria do pai Crowley conheceu o ilustrador Aubrey Beardsley. A mãe de Crowley, Emily Bertha Bishop, vinha de uma família com raízes em Devon e Somerset.
Ambos pais de Crowley pertenciam a uma seita de nome Irmandade Reservada, uma vertente ainda mais conservadora de uma comunidade cristã fundamentalista conhecida como Irmãos de Plymouth, na qual seu pai costumava ser missionário. Deste modo, desde tenra idade o jovem Crowley foi criado para ser um Irmão de Plymouth e obrigado todo dia a ler um capítulo da Bíblia.
Em 29 de Fevereiro de 1880 nasceu Grace Mary Elizabeth, irmã de Crowley, mas que sobreviveu apenas cinco horas. No velório, ao ver o corpo da pequenina irmã, Crowley, detalhando-se a si mesmo na terceira pessoa em sua autobiografia As Confissões de Aleister Crowley, descreve a cena da seguinte forma:
O incidente criou nele uma curiosa impressão. Ele não entendia o porque de estar tão inutilmente perturbado. Ele não poderia fazer nada; a menina estava morta; aquilo não era de sua conta. Essa atitude persistiu nele com o passar da vida. Nunca mais compareceu a outro velório, salvo o do próprio pai, que ele não se importou em comparecer porque sentiu que o pai era, em verdade, o centro de seu interesse.
Em 5 de Março de 1887, quando Crowley tinha apenas onze anos, seu pai morreu de câncer de língua. Crowley mais tarde descreveria esse evento como decisivo em sua vida, sendo neste o ponto em que passa a descrever-se em primeira pessoa nas Confissões. Tendo herdado as riquezas do pai mais tarde foi matriculado numa escola particular da Irmandade de Plymouth mas foi expulso por "tentar corromper outro aluno". Depois, tentou a Escola de Tonbridge e o Colégio de Malvern, ambos os quais desprezava. Na adolescência gradativamente se desiludia e tornava-se cético quanto ao cristianismo e cada vez mais atentava contra a moralidade cristã que lhe fora forçada quando criança.

### Universidade, 1895-1897
Em 1895 Crowley entrou num curso de três anos do Trinity College, Cambridge, para estudar filosofia. Porém, com permissão do tutor, trocou o curso para literatura inglesa, que até então não era parte do currículo oferecido. Foi aqui que passou a ter uma visão mais severa contra o cristianismo. Conforme confessou:
A Igreja Anglicana […] me parecia com uma estreita tirania, tão detestável quanto a dos Irmãos de Plymouth; ainda menos lógica e mais hipócrita… Quando descobri que comparecer à capela era obrigatório, imediatamente recusei. O vice-reitor me repreendeu por não estar comparecendo à capela, e não estava mesmo, pois tinha que acordar cedo para isso. Dei a desculpa de que tinha sido criado entre os Irmãos de Plymouth. O reitor pediu para que eu viesse vê-lo de vez em quando para contar mais do assunto, ao que tive a surpreendente ousadia de escrever-lhe: "A semente plantada pelo meu pai, regada com as lágrimas de minha mãe, arraigaram-se demais para serem arrancadas, até mesmo por alguém de sua eloquência e erudição".
Também foi na universidade em que tomou a decisão de mudar o nome Edward Alexander para Aleister. A confissão sobre isso foi:
Por muitos aborreci-me ao ser chamado de Alick, parte devido ao ruído e estética desagradáveis da palavra, parte devido a ser esse o nome  pelo qual minha mãe me chamava. Edward não parecia combinar comigo, muito menos os diminutivos Ted ou Ned. Alexander era muito longo e Sandy dava ideia de uma loira sardenta. Eu tinha lido num livro por aí que o nome mais propenso a se tornar famoso era composto de um dátilo seguido por um espondeu, como no fim de um hexâmetro: por exemplo Jeremy Taylor. Aleister Crowley preenchia essas condições e Aleister é a forma gaélica de Alexander. Era o nome que satisfaria meu ideal romântico. A ortografia atroz A-L-E-I-S-T-E-R foi sugerido como a correta pelo primo Gregor, e ele que o diga! De qualquer modo, A-L-A-I-S-D-A-I-R cria um dátilo muito ruim. Por essas razões eu decidi ficar com meu pseudônimo atual — não posso dizer com certeza se facilitei ou não a chegada da fama com isso. Sem dúvida, deveria ter feito isso qualquer um que tivesse o nome que eu escolhesse.
Boa parte dos anos universitários Crowley passou com seus passatempos, entre eles o alpinismo: todo ano durante os feriadões, de 1894 a 1898, viajava para os Alpes com vários outros alpinistas, que o descreviam como "um alpinista promissor, porém um tanto quanto errático". Outro de seus passatempos era o de escrever poesia, coisa que ele fazia desde os dez anos de idade e em 1898 publicara independentemente cem cópias de um de seus poemas, Aceldama, mas que não vendeu muito. Apesar disso, no mesmo ano  publicaria uma série de outros poemas, sendo o mais notório White Stains (literalmente, Alvas Máculas), uma obra erótica que teve de ser impressa no exterior, para evitar escândalos com as autoridades britânicas.
Um terceiro passatempo seu era o xadrez. Era sócio do clube de xadrez da universidade, onde, segundo alega, venceu o presidente do clube no primeiro ano, e praticava duas horas por dia para se tornar um campeão — "Minha ambição mundana mais séria era a de me tornar campeão mundial de xadrez." Também relata ter vencido os famosos enxadristas Joseph Henry Blackburne e Henry Bird, e que estava em vias de se tornar um mestre enxadrista, até que visitou um importante torneio de 1897 em Berlim, onde "vi os mestres — o primeiro, um decrépito ranzinza e cegueta; o outro, talvez um jeito respeitoso de descrevê-lo seria mal-apessoado; o terceiro, uma reles sátira de gente, e desse nível para baixo quanto ao resto. Esse era o tipo de pessoa cujo lugar eu queria ter. 'Dali, mas com a graça de Deus, se vai Aleister Crowley', exclamei para mim com desgosto, e daquele dia em diante fiz um voto de nunca mais jogar outra partida séria de xadrez".
Na universidade alegava manter uma vida sexual robusta, quase toda vigorada à base de prostitutas e moças que conhecia em bares e tabacarias. Em 1897 Crowley conheceu um homem chamado Herbert Charles Pollitt com o qual teve um relacionamento, mas que não deu certo pois Pollitt não compartilhava dos interesses de Crowley no esoterismo. Como confessa o próprio Crowley, "[e]u disse pra ele, na maior franqueza, que eu tinha devotado minha vida à religião e por isso ele não se encaixaria. Hoje vejo como fui babaca com ele, como terrivelmente errado e fraco é rejeitar uma pessoa por causa de uma parte da personalidade dela".
Em dezembro de 1896 Crowley teve a primeira experiência religiosa marcante, da qual mais tarde afirmou: "essa filosofia nasceu em mim." A partir dessa experiência Crowley começou a pesquisar sobre ocultismo e misticismo e no ano seguinte começou a ler opúsculos de alquimistas, obras de místicos e tratados de magia. Em outubro daquele ano uma rápida e severa doença lhe trouxe reflexões sobre a mortalidade e a "futilidade de toda atividade humana" ou, pelo menos, a futilidade da carreira diplomática que Crowley tinha considerado antes. Ao invés de tudo isso decidiu devotar-se de corpo e alma ao Oculto. Largou Cambridge em 1897, sem conquistar diploma algum.

### A Aurora Dourada
Em 1898 Crowley passeava em Zermatt, Suíça, quando conheceu o químico Julian L. Baker, com quem começou trocar interesses em comum sobre alquimia. No retorno à Inglaterra Baker apresentou Crowley a George Cecil Jones, seu cunhado e membro da irmandade ocultista conhecida como Ordem Hermética da Aurora Dourada. Mais tarde o próprio Crowley foi  iniciado na outer order ("ordem exterior") da Aurora Dourada, no dia 18 de novembro de 1898, pelo grão-mestre da irmandade, S. L. MacGregor Mathers. A cerimônia foi realizada no Mark Mason's Hall de Londres e foi nela que Crowley se apôs o lema e nome mágico de Fráter Perdurabo, que quer dizer "Perdurarei até o fim". Richard Spence e Tobias Churton, ambos biógrafos de Crowley, sugeriram que Crowley juntara-se à Aurora Dourada sob comando do serviço secreto britânico para espionar Mathers, que suspeitavam que era carlista.
Por volta dessa mesma época mudou-se de um aposento elegante no Cecil Hotel para o próprio apartamento de luxo em Chancery Lane. Ali Crowley separaria dois cômodos diferentes; uma câmara para a prática de magia branca e outra para a de magia negra. Pouco tempo depois convidou um confrade da Aurora Dourada, Allan Bennett, para morar com ele, e Bennett lhe foi um mentor, ensinando-lhe cada vez mais sobre magia cerimonial e enteógenos. Todavia em 1900 Bennett se mudou para o Ceilão (atual Sri Lanka) para estudar budismo, enquanto Crowley, em 1899, comprou a infame Mansão Boleskine, em Inverness, Escócia, às margens do Lago Ness. Lá, deixou desabrochar um carinho especial pela cultura escocesa, apelidando a si mesmo de "Lorde Boleskine" e passando vestir trajes tradicionais típicos até mesmo durante visitas a Londres.
Enquanto isso, uma dissensão chacoalhou a Aurora Dourada, quando MacGregor Mathers, o grão-mestre, foi deposto por um corrilho de membros descontentes com regime autocrático dele. A princípio Crowley contatara esse corrilho pedindo para receber a iniciação às ordens superiores da Aurora Dourada, mas foi recusado. Impávido, foi ter com MacGregor Mathers, que por uma grande quantia em dinheiro o iniciou na segunda ordem. Agora leal a Mathers ele (com a então amante e parceira ritualística, Elaine Simpson) tentaram ajudar a interromper a rebelião e sem sucesso tentaram tomar o espaço de um lugar conhecido como Cúpula de Rosenkreutz dos rebeldes. Crowley também desenvolveu mais querelas com outros confrades da Aurora Dourada; desdenhava do poeta W.B. Yeats, que tinha sido um dos rebeldes e também por que Yeats não era muito fã de um dos poemas de Crowley, Jephthat. Também regava antipatias contra o historiador maçônico e ocultista Arthur Edward Waite, que por sua vez irritava os demais confrades da Aurora Dourada por ser um crítico notoriamente pedante do esoterismo. Crowley defendia o ponto de vista de que Waite era um chato pretensioso, graças às demasiadas críticas que fazia aos escritos e editoriais dos colegas ocultistas. No periódico O Equinócio, do qual Crowley era colunista, recorria até a trocadilhos quando o criticava, como no caso de Wisdom While You Waite ("Sabedoria enquanto se espera" ou "Sabedoria enquanto Waite", graças ao trocadilho com wait), e até na nota de falecimento, Dead Waite ("Peso Morto", trocadilho com weighty).

### Viagens pelo mundo
Enquanto isso em 1900, numa veneta aleatória, Crowley tinha viajado ao México através dos Estados Unidos, onde arranjou uma mulher local como amante e junto com o amigo Oscar Eckenstein resolveram escalar diversas montes, incluindo o Ixtaccihuatl, o Popocatepetl e até o Colima, do qual tiveram que abandonar de última hora graças a uma erupção. Durante esse período Eckenstein revelou as próprias tendências místicas. Crowley tinha continuado sozinho com experimentos mágicos após renegar Mathers e seus diários indicam que foi durante nessa época que ele descobriu o significado da palavra mágica Abrahadabra. Eckenstein lhe disse que precisava melhorar o controle de própria mente e lhe recomendou a prática de raja ioga.
Depois de deixar o México, um país do qual se tornara um grande apreciador, Crowley visitou São Francisco, Havaí, Japão, Hong Kong e finalmente Ceilão, quando reencontrou Allan Bennett e se devotou ainda mais à ioga, na qual mais tarde alegou ter atingido o estado mental de dhyana. Foi durante esta visita que Bennett decidiu se tornar um monge budista da tradição Theravada, viajando até à Birmânia, enquanto Crowley tinha ido à Índia estudar as muitas ramificações do hinduísmo. Em 1902 Eckenstein se juntou a ele na Índia com alguns outros alpinistas: Guy Knowles, H. Pfannl, V. Wesseley, e Dr Jules Jacot-Guillarmod. Juntos, a expedição Eckenstein-Crowley tentou escalar o K2, que até então nenhum outro europeu tinha tentado escalar. Nessa jornada, Crowley se infectou com influenza, malária e cegueira de neve, junto com outros membros. Atingiram seis mil metros de altura antes de decidirem retornar.
Ao retornar à Europa visitou MacGregor Mathers em Paris e apesar de terem sido amigos uma vez, os dois logo se estranharam: Crowley afirmou que Mathers estava roubando dele enquanto ele esteve fora (Crowley mais tarde roubou tudo de volta) e como o biógrafo de Crowley John Symonds notou, ambos se consideravam os maiores esoteristas vivos e se recusavam a sujeitar-se ao outro. Em 1903, por conveniência ao invés de afeto, Crowley se casou com Rose Edith Kelly, que era irmã de um amigo de Crowley, o pintor Gerard Kelly. Entretanto, pouco depois do casamento, Crowley se apaixonou de verdade por ela e os dois começaram a namorar. Gerard Kelly era de fato um grande amigo do escritor W. Somerset Maugham, que mais tarde se inspiraria Crowley para criar um personagem na sua novela O Mágico, publicada em 1908.

### OLiber T., ouLivro deTóte
O Book of Thoth consiste em 78 ilustrações que compõem o Tarô de Tóte, que antecipam a cultura psicodélica dos anos 60. Essas ilustrações foram pintados pela artista inglesa Frieda Harris entre os anos de 1938 e 1943, sob a direção de Aleister Crowley. As aquarelas foram compradas pelo Instituto Warburg em Londres, onde são mantidas até hoje. O baralho foi impresso pela primeira vez em Dallas, em 1969, por Grady McMurtry, mas apenas na cor vermelha. Por esta razão foi apelidado de Sangreal One-Color Tarot. Só em 1977 o tarô foi impresso com as cores originais, por US Games Systems e Samuel Weiser.

### A Revelação do Livro da Lei
O ano de 1904 foi divisor de águas para Crowley, o ano em que o mistério que viria persegui-lo por toda a vida estava por se revelar, como bênção e maldição. À época Crowley já era um magista (mago cerimonial) competente e um iniciado veterano na Aurora Dourada, uma das mais importantes ordens mágicas de todos os tempos.
Naquele tempo Crowley estava viajando o mundo. Em março e abril de 1904 estava no Cairo, Egito, em lua-de-mel com a esposa Rose Kelly. Mesmo entre as alegrias da viagem de núpcias Crowley e Kelly não largavam os afazeres esotéricos. Durante um trabalho de invocação de elementais do ar para a esposa, ao invés dos sílfides Kelly começa a canalizar e a balbuciar que o deus egípcio Hórus falava através dela. O deus prescreve então uma série de detalhes para um ritual de invocação e o resultado deste ritual se dá nos dias 8, 9 e 10 de abril, nos quais Crowley recebe o Liber Al vel Legis (Livro da Lei), uma suposta escritura sagrada e grimório contendo a Lei e as liturgias mágicas do "Novo Aeon" (a Era de Aquário). Crowley ficou perplexo com o conteúdo mas a força das revelações lá contidas, que segundo ele influenciaram eventos históricos de magnitude global (Primeira e Segunda Guerras Mundiais, por exemplo), deixou para ele fora de dúvida a veracidade, beleza e poder do Livro da Lei.

O Livro foi todo ditado por uma entidade de nome Aiwass que mais tarde Crowley reconheceu que era o seu "Eu superior" ou S.A.G. (Santo Anjo da Guarda, na magia cerimonial). A Lei da Nova Era é sintetizada na frase Faze o que tu queres há de ser o todo da Lei, e tem como contraponto e complemento Amor é a Lei, amor sob Vontade. Essa vontade seria a Verdadeira Vontade ou Thelema (do coiné θέλημα, "vontade, arbítrio"), em que o indivíduo possui absoluto discernimento das forças que movimenta e o movimentam. Por isso, dificilmente poderíamos concluir daí um antro de libertinagem, pois o vasto corpo de estudos thelêmicos escrito por Crowley diferencia em mais de um momento libertinagem de liberdade com sabedoria. Nas  próprias palavras de Crowley:
O tolo bebe, e se embebeda: o covarde deixa de beber. O homem sábio, valente e livre, bebe, e glorifica ao Deus Altíssimo.

### Os Livros Sagrados de Thelema
"Os Livros Sagrados de Thelema" são uma compilação dos mais importantes livros escritos por Aleister Crowley entre 1907 e 1911, que resultaram na fundação de uma nova religião, ou filosofia, em nova esfera, distante do eixo principal em torno do qual revolve-se a vida espiritual judaico-cristã. Nesse sentido, Thelema pode ser caracterizada não apenas como uma religião secular, mas também como uma ética filosófica. A obra se subdivide em 14 livros sagrados.
Os textos Classe A, segundo Crowley, não são de sua autoria, pois foram apenas redigidos através dele em hierofanias ou epifanias. Portanto, são considerados obras inspiradas, ou reveladas, que apresentam características em comum com outras escrituras sagradas: estão acima das necessidades e dos valores imanentes; encarnam uma tradição religiosa com práticas rituais; empregam alegorias temporais para representar o mistério que transcende o tempo; fazem referência ao transcendente e a lugares de pertença, de tradição e de experiência. E o mais importante: seguem o princípio da imutabilidade do cânone religioso, em que mínimas variações de uma só letra são capazes de invalidar, de maneira irreversível, todo o sentido dos escritos sagrados.

### Xadrez, Astrologia e Suicídio Teatral em Portugal
Em 1930, a cidade de Lisboa assistiu ao mais improvável dos encontros: o do mago ocultista Aleister Crowley com o, à época obscuro, poeta português Fernando Pessoa.
Nos idos de setembro de 1930, Crowley recebe uma correspondência cujo remetente residia em Portugal: à época astrólogo e poeta entusiasta, o gentil lusitano dizia ser um acompanhador de suas obras e escrevera-lhe para informar que a tabela de correspondências astrológicas de Crowley no Magick in theory and practice ("Magia na teoria e na prática") continham sérios erros, e anexou à carta a tabela devidamente corrigida.
Impressionado com a presteza e erudição, Crowley não só reconheceu os erros como imediatamente marcou uma viagem para cumprimentar e conhecer, em pessoa, o astrólogo luso que, como ele, também revoava pelos céus da poesia em busca de um lugar entre as plêiades dos editoriais literários.
Nesse encontro, diversas trocas foram realizadas, incluindo uma tradução para a língua portuguesa de um dos primeiros poemas mágicos de Crowley, o Hino a Pã, e várias partidas amistosas de xadrez.
O encontro terminou a 23 de setembro com o suposto suicídio de Crowley na falésia da Boca do Inferno, em Cascais, encenado por Pessoa com a colaboração de um jornalista. Essas circunstâncias tornam lícito especular que Crowley já viera a Portugal com essa intenção em mente. No entanto, nada o indica. Sugere-se mesmo que Crowley pode ter chegado a pensar em suicidar-se a sério. Em todo o caso, parece claro que Crowley queria desaparecer por uns tempos, antes de "ressuscitar" em Berlim, onde inaugurou uma exposição de pintura em outubro de 1931.
Talvez Crowley pretendesse recrutar súditos em Portugal para as suas ordens iniciáticas; mas, se o fez, não foi através de Pessoa, que estava mais interessado em usar Crowley para conseguir publicar na Revista Mandrake seus poemas em inglês. Uma expectativa que Crowley alimentou, tentando convencer o poeta a investir na abertura de uma filial da editora em Lisboa. Crowley sabia que a Mandrake estava falida, o que Pessoa ignorava. Ambos estiveram também empenhados na publicação de uma novela policial sobre o mistério da Boca do Inferno, que Pessoa deveria escrever e que seria atribuída a um suposto detetive inglês. O poeta ainda escreveu 200 páginas de textos fragmentários para este livro, que nunca chegou a terminar.

## Influência na cultura popular

### Rock
Socialmente, Crowley se tornou conhecido devido as referências feitas a ele no rock n' roll dos anos de 1960 e 1970, pelas bandas Led Zeppelin, Rolling Stones, Iron Maiden, The Beatles e Black Sabbath, e pelos cantores Bruce Dickinson, Ozzy Osbourne, David Bowie, Raul Seixas e John Frusciante.
Os primeiros a citar Crowley em sua obra foram os Beatles. Por serem britânicos, os quatro membros da banda acreditaram que Crowley era uma personalidade influente o bastante para ser colocado na capa do disco Sgt. Pepper's Lonely Hearts Club Band. Isso possibilitou que os próximos artistas tivessem conhecimento da obra de Crowley, que fazia uma boa combinação com a rebeldia e o anarquismo promovidos pelo rock n' roll.
O cantor e compositor brasileiro Raul Seixas foi um grande divulgador e seguidor da obra de Aleister Crowley. Suas principais canções sobre Crowley e a Thelema são "Sociedade Alternativa", "Novo Aeon", "Loteria de Babilônia" e "A Lei".
Uma das principais e provavelmente a mais explícita referência musical é a canção Mr. Crowley, do cantor britânico Ozzy Osbourne, na qual, ao contrário dos outros músicos, Ozzy fazia uma critica a Aleister Crowley. Mr. Crowley foi lançada no álbum Blizzard of Ozz, de 1980.
E além disso, o nome do álbum do Ozzy Diary of a Madman (Diário de um Louco) é atribuído em "honra" a autobiografia de Aleister Crowley.

### TV
Seu nome é citado na série Supernatural, exibida pela Warner Channel. Na cronologia atual da série, o Rei do Inferno se chama Crowley, além de um demônio torturador chamado Aleister. Ambos os nomes fazendo menção ao escritor.
Ele inicialmente é um dos antagonistas do anime e mangá D.Gray Man, mas logo se torna um membro da Ordem Negra, instituição responsável pelo combate ao Conde do Milênio - Principal antagonista das séries. Seu personagem é um vampiro.
No anime e mangá Toaru Majutsu no Index, Aleister Crowley é um mago que renegou a religião e recorre a ciência para seus fins, sendo o cérebro por trás da Cidade-Escola e o 'criador' do Imagine Breaker, a habilidade do braço direito de Kamijou Touma.
Também é citado no 3º episódio da série da britânica Luther, da BBC.
Aleister Crowley é um dos temas principais da série estadunidense Strange Angel, lançada em 14 de junho de 2018.

### Cinema
Em 2003, Carlos Atanes dirigiu "Perdurabo (Where is Aleister Crowley?)", um filme que tem lugar na Abadia de Thelema durante 1923.
Em 2008, John Doyle dirigiu "Chemical Wedding", com roteiro e trilha sonora de Bruce Dickinson. O filme de terror, que leva o mesmo nome do álbum solo do cantor Bruce Dickinson de 1998, The Chemical Wedding, cuja tradução seria “Casamento alquímico”, tem como enredo a reencarnação de Crowley no corpo de um professor universitário.

### Histórias em quadrinhos
Nos quadrinhos, Crowley começou a aparecer como personagem secundário em alguns gibis de terror, a partir dos anos 1970. Mas a chamada Invasão Britânica dos quadrinhos, que, nos anos 1980, apresentou ao mundo uma nova geração de quadrinistas do Reino Unido, quase pode ser chamada também de Invasão Crowleyana. O Sonho (Sandman) de Neil Gaiman surge nos quadrinhos ao ser capturado por engano em um ritual desastroso do mago Roderick Burgess, criado à imagem de Crowley (de quem, na HQ, é um rival).
No caso do roteirista britânico Grant Morrison, quase toda a sua obra tem alguma influência de Crowley: “ele é o Picasso da Magia”, diz o quadrinista, que se autointitula também um mago. Na graphic novel Batman: Asilo Arkham, que é até hoje sua HQ de maior sucesso tanto de vendas como de crítica, Morrison menciona explicitamente Crowley ao recriar a biografia fictícia do fundador do manicômio de Gotham City. Amadeus Arkham conta que, quando jovem, viajou à Inglaterra e foi “apresentado ao ‘homem mais perverso do mundo’... Aleister Crowley”. “Pareceu-me um homem encantador e muito educado”, diz Amadeus, “discutimos o simbolismo do Tarot egípcio e ele me venceu no xadrez... duas vezes”. Além disso, um dos personagens da graphic novel aparece diversas vezes lendo o Thoth Tarot, de Crowley. Morrison também escreveu uma peça de teatro sobre o mago: Depravity, de 1990.
Mas o maior divulgador das ideias de Crowley nos gibis é Alan Moore, que cita O Livro da Lei diversas vezes em seus quadrinhos, entre eles o famoso V de vingança. Crowley aparece como criança em Do Inferno (From Hell), a obra-prima de Moore. E aparece transformado em mulher na série Promethea, que um crítico já definiu como “um gibi da Mulher-Maravilha escrito por Aleister Crowley”. Em 1996, Moore chegou a desenvolver com o desenhista John Coulthart um ambicioso projeto dedicado a Crowley, mas o trabalho ficou inacabado.
Bastante influenciados pelo Do Inferno, de Alan Moore, os britânicos Martin Hayes (roteiro) e R. H. Stewart (desenho) criaram Aleister Crowley (Veneta/Chave, 2017), uma biografia do mago em forma de quadrinhos.

### Literatura
Aleister Crowley protagoniza o romance Perplejidad (Aleister Crowley en la Boca del Infierno), escrito por Carlos Atanes e publicado pela editora Dilatando Mentes em 2024.